# Искра (Северо-Казахстанская область)
Искра (каз. Искра) — село в Мамлютском районе Северо-Казахстанской области Казахстана. Входит в состав Воскресеновского сельского округа. Код КАТО — 595235200.

## География
Находится в 75-ти километрах от районного центра.

## Население
В 1999 году население села составляло 435 человек (219 мужчин и 216 женщин). По данным переписи 2009 года, в селе проживало 299 человек (138 мужчин и 161 женщина).